# Jubilee Trophy 2023 (Canada)
De Jubilee Trophy 2023 was de 40e editie van Canada's nationale voetbalbeker voor vrouwelijke amateurteams. De bekercompetitie tussen provinciale amateurkampioenen of -bekerwinnaars vond plaats van woensdag 4 oktober tot en met maandag 9 oktober 2023 in Halifax (Nova Scotia). Het was de derde keer in de geschiedenis dat die stad het toernooi organiseerde.
Holy Cross FC uit St. John's won de beker en behaalde zo haar tweede overwinning in evenveel jaar tijd (en tegelijk de tweede eindoverwinning aller tijden voor de provincie Newfoundland en Labrador).

## Deelnemende teams
Negen van de tien Canadese provincies vaardigden een team af om deel te nemen aan het Jubily Trophy-seizoen van 2023. De provincie Ontario vaardigde twee teams af.
| Provincie                | Team                            | Plaats        |
| ------------------------ | ------------------------------- | ------------- |
| Alberta                  | Edmonton Drillers SC            | Edmonton      |
| Brits-Columbia           | Surrey United SC                | Surrey        |
| Manitoba                 | FC Northwest Starz              | Winnipeg      |
| New Brunswick            | Fredericton Picaroons Reds      | Fredericton   |
| Newfoundland en Labrador | Holy Cross FC                   | St. John's    |
| Nova Scotia              | United Dartmouth FC             | Dartmouth     |
| Ontario                  | Caledon United FC               | Caledon       |
| Ontario                  | King City Royals                | King City     |
| Prince Edward Island     | Winsloe Charlottetown Royals FC | Charlottetown |
| Quebec                   | CS Mont-Royal Outremont         | Montréal      |

## Toernooi

### Format
De tien ploegen werden ingedeeld in twee poules. Van woensdag 4 tot en met zondag 8 oktober werd de poulefase afgewerkt. Daarin speelde ieder team tegen de vier andere teams in haar poule om zo tot een klassement te komen.
De eindronde vond plaats op zondag 9 oktober. De twee poulewinnaars namen het dan tegen elkaar op in de Jubilee Trophy-finale. De teams die tweede eindigden namen het diezelfde dag tegen elkaar op in de wedstrijd om het brons. De twee laatst geplaatsten speelden een troostmatch voor de vijfde plaats.

### Poule A
| Datum     |                                 | Uitslag |                                 |
| --------- | ------------------------------- | ------- | ------------------------------- |
| 4 oktober | Edmonton Drillers SC            | 3–1     | Surrey United SC                |
| 4 oktober | Holy Cross FC                   | 4–0     | Winsloe Charlottetown Royals FC |
| 5 oktober | Holy Cross FC                   | 1–0     | Edmonton Drillers SC            |
| 5 oktober | Surrey United SC                | 1–0     | Fredericton Picaroons Reds      |
| 6 oktober | Holy Cross FC                   | 5–0     | Fredericton Picaroons Reds      |
| 6 oktober | Edmonton Drillers SC            | 3–0     | Winsloe Charlottetown Royals FC |
| 7 oktober | Holy Cross FC                   | 0–0     | Surrey United SC                |
| 7 oktober | Winsloe Charlottetown Royals FC | 1–3     | Fredericton Picaroons Reds      |
| 8 oktober | Edmonton Drillers SC            | 1–1     | Fredericton Picaroons Reds      |
| 8 oktober | Surrey United SC                | 4–0     | Winsloe Charlottetown Royals FC |

|   | Nr. | Club                            | GS | W | G | V | DV | DT | DS  | PTN |
| - | --- | ------------------------------- | -- | - | - | - | -- | -- | --- | --- |
| F | 1.  | Holy Cross FC                   | 4  | 3 | 1 | 0 | 10 | 0  | +10 | 10  |
|   | 2.  | Edmonton Drillers SC            | 4  | 2 | 1 | 1 | 7  | 3  | +4  | 7   |
|   | 3.  | Surrey United SC                | 4  | 2 | 1 | 1 | 6  | 3  | +3  | 7   |
|   | 4.  | Fredericton Picaroons Reds      | 4  | 1 | 1 | 2 | 4  | 8  | -4  | 4   |
|   | 5.  | Winsloe Charlottetown Royals FC | 4  | 0 | 0 | 4 | 1  | 14 | -13 | 0   |

### Poule B
| Datum     |                         | Uitslag |                         |
| --------- | ----------------------- | ------- | ----------------------- |
| 4 oktober | CS Mont-Royal Outremont | 2–0     | United Dartmouth FC     |
| 4 oktober | King City Royals        | 0–1     | FC Northwest Starz      |
| 5 oktober | King City Royals        | 0–2     | CS Mont-Royal Outremont |
| 5 oktober | United Dartmouth FC     | 2–1     | Caledon United FC       |
| 6 oktober | King City Royals        | 0–3     | Caledon United FC       |
| 6 oktober | CS Mont-Royal Outremont | 1–0     | FC Northwest Starz      |
| 7 oktober | King City Royals        | 0–5     | United Dartmouth FC     |
| 7 oktober | FC Northwest Starz      | 0–2     | Caledon United FC       |
| 8 oktober | CS Mont-Royal Outremont | 1–1     | Caledon United FC       |
| 8 oktober | United Dartmouth FC     | 2–1     | FC Northwest Starz      |

|   | Nr. | Club                    | GS | W | G | V | DV | DT | DS  | PTN |
| - | --- | ----------------------- | -- | - | - | - | -- | -- | --- | --- |
| F | 1.  | CS Mont-Royal Outremont | 4  | 3 | 1 | 0 | 6  | 1  | +5  | 10  |
|   | 2.  | United Dartmouth FC     | 4  | 3 | 0 | 1 | 9  | 4  | +5  | 9   |
|   | 3.  | Caledon United FC       | 4  | 2 | 1 | 1 | 7  | 3  | +4  | 7   |
|   | 4.  | FC Northwest Starz      | 4  | 1 | 0 | 3 | 2  | 5  | -3  | 3   |
|   | 5.  | King City Royals        | 4  | 0 | 0 | 4 | 0  | 11 | -11 | 0   |

### Eindronde
De volledige eindronde werd afgewerkt in de ochtend van maandag 9 oktober 2023 in Halifax. De finale werd, net als de bronzen wedstrijd en de wedstrijd om de negende plaats, gespeeld op terreinen in het sportcomplex Mainland Commons. De wedstrijden om de vijfde en zevende plaats vonden plaats op terreinen van de Harbour East All-Weather Sports Fields.
In de finale won Holy Cross FC voor 150 toeschouwers met 2-0 van CS Mont-Royal Outremont na doelpunten van Jessie Noseworthy en Emily Bailey. De dames van Holy Cross slikten in het hele toernooi geen enkel doelpunt en behaalde zo de tweede eindoverwinning op rij én aller tijden voor zowel hun club als voor de provincie Newfoundland en Labrador.
De bronzen medaille ging naar Edmonton Drillers SC uit Alberta.
| Wedstrijd       |                                 | Uitslag  |                         |
| --------------- | ------------------------------- | -------- | ----------------------- |
| Finale          | Holy Cross FC                   | 2–0      | CS Mont-Royal Outremont |
| Bronzen match   | Edmonton Drillers SC            | 1–0      | United Dartmouth FC     |
| 5e plaats-match | Surrey United SC                | 1–0      | Caledon United FC       |
| 7e plaats-match | Fredericton Picaroons Reds      | 0–0 (p.) | FC Northwest Starz      |
| 9e plaats-match | Winsloe Charlottetown Royals FC | 3–1      | King City Royals        |

## Wetenswaardig
In de 111-jarige geschiedenis van de National Championships was de damesploeg van Holy Cross FC na hun eindoverwinning in 2023 de eerste ploeg uit Newfoundland en Labrador aller tijden die tweemaal na elkaar nationaal amateurkampioen werd, bekeken over alle reeksen (gewone reeksen, jeugdreeksen en seniorenreeksen bij zowel dames als mannen).
1982 · 1983 · 1984 · 1985 · 1986 · 1987 · 1988 · 1989 · 1990 · 1991 · 1992 · 1993 · 1994 · 1995 · 1996 · 1997 · 1998 · 1999 · 2000 · 2001 · 2002 · 2003 · 2004 · 2005 · 2006 · 2007 · 2008 · 2009 · 2010 · 2011 · 2012 · 2013 · 2014 · 2015 · 2016 · 2017 · 2018 · 2019 · 2020 · 2021 · 2022 · 2023 · 2024